# Westfälischer Volksfreund

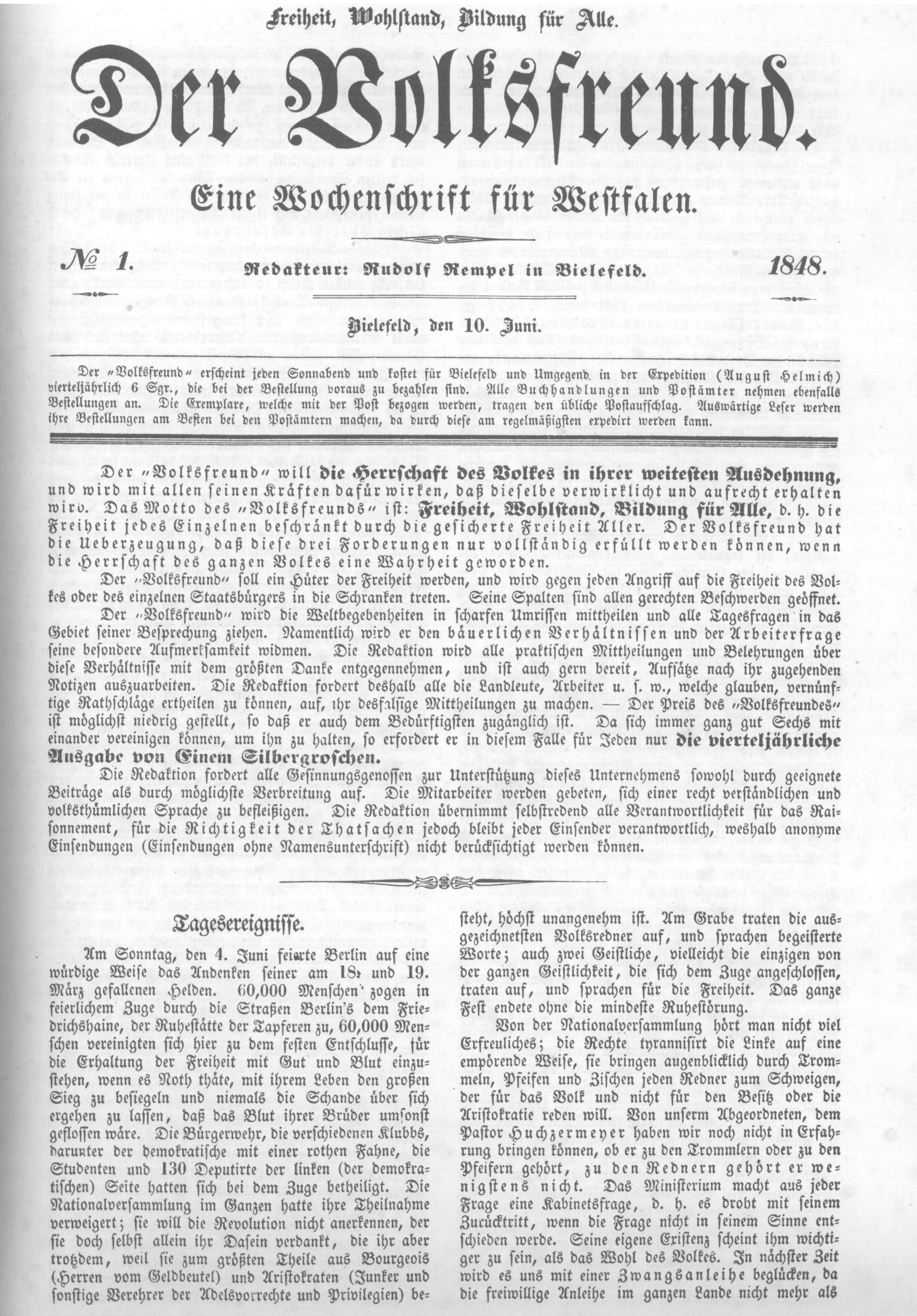
Titelseite der 1. Ausgabe des „Westfälischen Volksfreundes“.

Die Der Volksfreund. Eine Wochenschrift für Westfalen war eine Zeitung in der Zeit der Märzrevolution in Ostwestfalen-Lippe, deren erster Redakteur Rudolf Rempel aus Bielefeld war. Das Motto der Zeitung lautete: „Freiheit, Wohlstand, Bildung für Alle“. Der Name geht zurück auf die von Jean Paul Marat herausgegebene Zeitung L’Ami du Peuple.
Das Blatt trat seit Juni 1848 als dritte Zeitung in Bielefeld in Konkurrenz zum „Öffentlichen Anzeiger für die Grafschaft Ravensberg“ und zum „Ravensbergischen Volksblatt.“ Während Letzteres auf einem konstitutionellen Standpunkt stand, setzte der Volksfreund die radikaldemokratische Tradition des Westphälischen Dampfbootes fort. Von diesem übernahm Rempel auch das Motto des Blattes fast wörtlich. Programmatisch hieß es in der ersten Ausgabe: Der Volksfreund will „die Herrschaft des Volkes in ihrer weitesten Ausdehnung.“ Bis zu seiner Flucht nach Paris Ende 1848 stammten die meisten Artikel von Rempel selbst. Diese waren meist scharfe Angriffe auf die politischen Gegner.
In der 1. Ausgabe berichtet das Blatt von einem Trauerzug von 60.000 Menschen in Berlin zum Friedhof der Märzgefallenen am 4. Juni 1848. Im September 1848 unterstützte das Blatt einen Kongress der Demokraten in Bielefeld.
Zunächst erschien der Volksfreund im „Kommissions-Verlag von August Helmich“ in Bielefeld. Gedruckt wurde die Zeitung zunächst im Verlag J. D. Küster (Witwe).
Ab der 21. Ausgabe, die am 11. November 1848 erschien, wurde die Zeitung in der Druckerei F. L. Wagener in Lemgo gedruckt und in die Redaktion trat Gustav Adolf Wolff aus Lemgo ein. Bis zum Ende des Jahres 1848 führten Rempel und Wolff die Redaktion gemeinsam, ab 1849 bis zur Schließung der Zeitung war Wolff alleiniger Redakteur.
Die 22. Ausgabe des Jahres 1848 wurde wegen Majestätsbeleidigung vom Bürgermeister der Stadt Bielefeld mit „Gensd'armerie-Begleitung“ konfisziert.
In der 18. Ausgabe vom 3. Mai 1850 rief Rudolf Rempel im Auftrag des Bielefelder Arbeiter-Lese-Vereins zur Gründung einer „Arbeiter-Vereinigung nach social-demokratischen Grundsätzen“ auf und veröffentlichte das Gründungsstatut der Vereinigung. Die Mitgliedschaft sollte über die Zeichnung von Aktien erworben werden. Der Arbeiter-Lese-Verein Bielefeld hoffte auf die Unterstützung der ganzen demokratischen Partei Westfalens.
Am 5. Juli 1850 berichtete der Volksfreund, dass die Redaktion des Volksfreundes zu drei viertel Jahr Zwangsarbeit verurteilt wurde. Wegen politischer Vergehen büßten in Detmold außer dem Redakteur Gustav Adolf Wolff noch drei Bürger aus Lemgo und einer aus Lage. Wegen Beleidigung der fürstlichen Regierung wurde ein Detmolder Bürger verurteilt.
Die Zeitung wurde am 28. Juni 1850 durch die preußische Regierung verboten; die Leser wurden am 19. Juli 1850 über das Verbot informiert.

## Quelle
- Faksimilenachdruck der Jahrgänge 1848 bis 1850, Druckerei Junfermann, Paderborn, 1983

Koordinaten: 52° 1′ 42″ N, 8° 54′ 4,4″ O